# Makellos
Makellos (Flawless) ist eine US-amerikanische Filmkomödie von Joel Schumacher aus dem Jahr 1999.

## Handlung
Walter Koontz (Robert De Niro) ist ein hochdekorierter „local hero“-Offizier der New Yorker Polizei, der in einem Apartmentkomplex in der Innenstadt lebt. Trotz seiner Lage und dem wuchernden Ansturm von Drag Queens in seinem Gebäude, neigt er dazu, sich zurückzuhalten und führt ein Leben, das mit schönen Frauen, Tanzen und Essen zu tun hat. Eines Nachts hört er Schüsse im Obergeschoss und erleidet einen Schlaganfall, während er hinaufsteigt, um zu helfen. Als er aufwacht, ist seine rechte Körperhälfte gelähmt, was zu Sprach- und Haltungsschwierigkeiten führt und ihm ein unwiederbringliches Hinken beschert, so dass er sich nur noch mit einem Stock fortbewegen kann.
Er erleidet einen massiven Schlag gegen sein Ego, und Walter schämt sich, so in der Öffentlichkeit gesehen zu werden. Rusty (Philip Seymour Hoffman) ist einer von Walters Drag-Queen-Nachbarn, und die beiden sind aufgrund ihres unterschiedlichen Lebensstils ständig zerstritten. Rusty hat den Wunsch, sich einer geschlechtsangleichenden Operation zu unterziehen, aber es fehlt ihm das Geld dazu. Als Walter zu Rusty kommt, um seine musikalischen Talente für Gesangsunterricht zu nutzen, um seine Behinderung zu überwinden, werden die beiden, obwohl sie anfangs streitlustig und unangenehm zueinander sind, langsam Freunde. Walter beginnt, Selbstvertrauen zu gewinnen und Fortschritte zu machen, um wieder ein normales Leben zu führen. Ihre Freundschaft wird jedoch getrübt, als Rusty Walter ein Geldversteck zeigt, das er im Körper seiner Schneiderpuppe versteckt hat und das ausreicht, um seine Operation zu bezahlen. Als Walter sich erkundigt, woher Rusty das Geld hat, sagt Rusty, er habe es von einem Drogenhändler gestohlen, der auch für den Überfall in der Nacht von Walters Schlaganfall verantwortlich war. Darüber empört, gehen Walter und Rusty wütend auseinander.
Eines Nachts, nach der Rückkehr von einem Drag-Schönheitswettbewerb namens Flawless, wird Rusty von den Kriminellen angegriffen, die sich in seine Wohnung eingeschlichen hatten, um das gestohlene Geld zu finden. Walter hört den Tumult und rennt hin, um Rusty das Leben zu retten. Rusty schließt sich im Schlafzimmer ein, und als Walter hereinkommt, richten die Kriminellen ihre Aufmerksamkeit auf ihn, woraufhin Rusty sich revanchiert. Bei dem Kampf wird Walter von den Kriminellen angeschossen, aber die beiden können sie überwältigen. Während er mit Walter in einen Krankenwagen steigt, gibt Rusty den Sanitätern das gestohlene Geld, um sicherzustellen, dass es Walter gut geht. Die beiden lassen ihre Freundschaft wieder aufleben und legen ihre persönlichen Differenzen beiseite.

## Kritiken
James Berardinelli schrieb auf ReelViews, die Freude, Robert De Niro zu sehen, sei durch die „flache“, „beleidigende“ („insulting“) und „an den Haaren herbeigezogene“ („contrived“) Handlung überschattet. Die stereotypen Charaktere würden sich nicht entwickeln, was jegliche „Humanität“ des Drehbuchs verwässere. Der Film sei „banal“ und „formelhaft“.
Das Lexikon des internationalen Films schrieb: „Ein am Reißbrett entwickelter Film ohne psychologische Glaubwürdigkeit, der sich zwar der Toleranz und der Überwindung von Vorurteilen verschrieben hat, diese Themen jedoch allzu vordergründig angeht und sie dabei eher ausbeutet als sie mit Respekt zu behandeln.“

## Auszeichnungen
Philip Seymour Hoffman gewann im Jahr 1999 den San Diego Film Critics Society Award sowie im Jahr 2000 den Golden Satellite Award und einen Preis des Verona Love Screens Film Festivals (Festival del Cinema Sentimentale e Melò). Er wurde 2000 für den Screen Actors Guild Award und 2001 für den London Critics Circle Film Award nominiert.
Der Film wurde 2000 für den GLAAD Media Award nominiert.

## Synchronisation
Der Film wurde bei der R.C. Production in Berlin synchronisiert. Lutz Riedel schrieb das Dialogbuch und führte die Dialogregie.
| Rolle           | Schauspieler            | Synchronsprecher   |
| --------------- | ----------------------- | ------------------ |
| Walter Koontz   | Robert De Niro          | Christian Brückner |
| Rusty Zimmerman | Philip Seymour Hoffman  | Oliver Stritzel    |
| Leonard Wilcox  | Barry Miller            | Gerald Schaale     |
| Jacko           | Chris Bauer             | Torsten Michaelis  |
| Tommy Walsh     | Skipp Sudduth           | Frank-Otto Schenk  |
| Cha-Cha         | Wilson Jermaine Heredia | Kim Hasper         |
| Amazing Grace   | Nashom Benjamin         | Tobias Meister     |
| Ivana           | Scott Allen Cooper      | Kim Hasper         |
| Pogo            | Rory Cochrane           | Julien Haggége     |
| Tia             | Daphne Rubin-Vega       | Christin Marquitan |

## Hintergrund
Der Film wurde in New York City gedreht. Seine Produktionskosten betrugen schätzungsweise 27 Millionen US-Dollar. Der Film spielte in den Kinos der USA ca. 4,5 Millionen US-Dollar ein.